# Шипраге
Шипраге — місто в північній Боснії над річкою Врбаня, за 380 км від Белграда, за 260 км від Загреба, за 300 км від Сараєва. Населення становить 788 осіб (2013).

## Історія
Під час війни в Боснії (1992—1995 рр.) сербські (пара)військові та поліцейські сили вбивали і переслідували боснійців. Один із 18 таборів для утримання боснійців у муніципалітеті Котор Варош знаходився в поліцейському відділенні МВС Шипраге. У злочинах проти цивільного населення в Боснії також брали участь російські добровольці.
Після Боснійської війни місто згідно з Дейтонськими угодами ввійшло до Республіки Сербської.

## Клімат
У районі Шипраге переважає помірно-континентальний клімат, з чотирма сезонами: весна, літо, осінь і зима. На пагорбах навколо гори щорічні коливання температури і опадів відносно високі.
Довгострокові («історичні») показники клімату в районі Шипраге

## Населення

### Огляд за списками
- 1931 i 1953: Муніципалітет Шипраге[6]

♦ Територія поселення Шипраге
Загальна чисельність населення згідно з переписом 2013 становить 788 чоловік.
| Населення Шипраге |               |               |               |
| Літо              | 1991          | 1981          | 1971          |
| Боснійці          | 745 (78,25 %) | 711 (60,10 %) | 422 (51,33 %) |
| Серби             | 168 (17,64 %) | 320 (27,04 %) | 370 (45,01 %) |
| Хорвати           | 1 (0,10 %)    | 6 (0,50 %)    | 0             |
| Югослави          | 32 (3,36 %)   | 136 (11,49 %) | 21 (2,55 %)   |
| Решта             | 6 (0,63 %)    | 10 (0,84 %)   | 9 (1,09 %)    |
| Загалом           | 952           | 1.183         | 822           |

## Відомі особистості
В поселенні народився:
- Омер Шипрага (1926—2012) — один із перших партизанів Другої світової війни в муніципалітеті Шипраге.

## Галерея

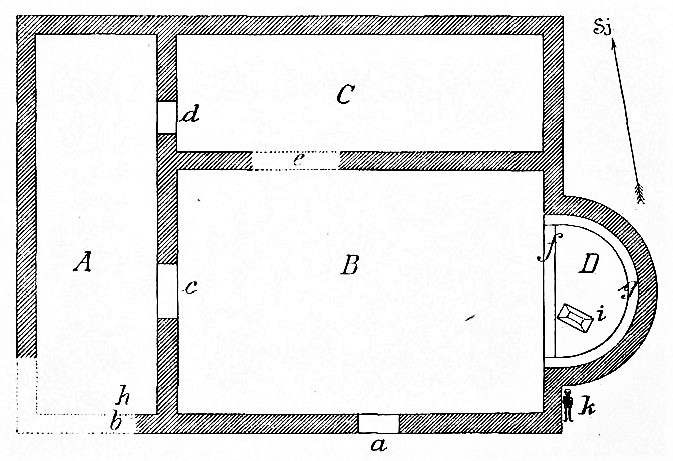
Залишки римської базиліки, V століття
Могила XII століття
Піонерський загін 1943 року